# Univerzita Galatasaray
Univerzita Galatasaray, turecky Galatasaray Üniversitesi, je turecká veřejná univerzita v Istanbulu. Vznikla v roce 1992 jako návaznost na Galatasaray Litesi založeného v roce 1481 sultánem Bajezidem II. Je členem Balkan Universities Network.
Objekt univerzity byl postaven v roce 1871 během vlády sultána Abdulazize arménským architektem Sarkisem Balyanem. Budova sloužila jako ubytovna studentek střední školy Galatasaray až do roku 1992, kdy vznikla univerzita.

## Fakulty a ústavy
- Fakulta moderních jazyků
- Fakulta technických věd
- Fakulta komunikace
- Fakulta ekonomie
- Fakulta literatury a humanitních věd
- Fakulta právních věd
- Ústav sociálních věd
- Ústav přírodních věd